# Valami kölcsönvett (Így jártam anyátokkal)
A Valami kölcsönvett az Így jártam anyátokkal című televízió-sorozat második évadának huszonegyedik epizódja. Eredetileg 2007. május 7-én vetítették, míg Magyarországon egy évvel később, 2008. december 1-jén.
Ebben az epizódban Marshall és Lily végre összeházasodnak, de az esküvő katasztrófába torkolló eseményeket tartogat.

## Cselekmény
Eljött a nagy nap, amikor Marshall és Lily összeházasodik. Mindent alaposan elterveztek, hogy milyen lesz, de egymás után derülnek ki borzalmas dolgok. Kiderül, hogy az esküvőn jelen van Scooter is, Lily korábbi fiúja, akit a szülei hívtak meg, és még mindig vissza akarja nyerni a szívét. Brad, aki a biztonságért felel, leüti őt, de erre kiderül, hogy ő volt az esküvői fotós. A virágok nem érkeznek meg időben a ceremóniára, a hárfajátékos (aki Lily apjának egy tartozása miatt van jelen) pedig terhesen jelenik meg úgy, hogy bármelyik pillanatban szülhet. Lily fátyla is tönkremegy, de egész addig nem borul ki, amíg meg nem tudja, hogy az esküvői bugyit is elfelejtette betenni, amire az van írva, hogy "Marshall tulajdona".
Közben Barney felfedezi, hogy gyakorlatilag bármit megtesznek neki, elég csak azt mondania, hogy a menyasszony kéri. Így szerez magának ingyen italt és egy nő telefonszámát.
Marshall is rémes dolgokon megy keresztül. Lily egyik rokona, aki fodrász, rémes módon kiszőkíti a haját. Szörnyülködése közepette egy óvatlan pillanatban nullás géppel belenyír a hajába. Tedék próbálják orvosolni a problémát: szereznek egy pepit, majd amikor az nem válik be, fejfedőt keresnek. Amikor Marshall és Lily a parkban véletlenül meglátják egymást, elismerik, hogy az esküvő egy katasztrófa. Ted ekkor jön a mentő ötlettel: esküdjenek meg itt a parkban, és utána a násznép előtt pedig a kötelező köröket is fussák le, de ez a kis ceremónia lesz az igazi. Mivel Barney legálisan összeadhat párokat, ezt meg is teszi, és szereznek egy kalapot is, s valaki a kertben még gitáron is játszik közben. Csak Ted és Robin vannak még jelen, és amikor vége lesz, már magabiztosan jelennek meg a vendégsereg előtt.

## Kontinuitás
- Lily úgy hivatkozik Scooterre, mint aki úgy néz ki, mint valaki, aki futballbíró akart lenni, de nem sikerült neki. Erre az "Életem legjobb bálja" című epizódban volt utalás.
- Mikor Marshall és Lily mint friss házasok, egymásnak akarnak esni a mosdóban, Ted kiszól az egyik vécéből: "Légyszi, ne!". Az "Először New Yorkban" című epizód tanúsága szerint az első alkalom is ilyen volt köztük.
- Robinnál van egy doboz cigaretta. Dohányzási szokása már a korábbi részekben is téma volt.
- A "Nyílt kártyákkal" című részben az előretekintő jelenetben Marshall fején kalap volt. Ebből a részből derül ki, miért.

## Jövőbeli visszautalások
- Marshall nullás gépes hajvágása később bevágások szintjén megjelenik a "Beboszetesza", "Téves riasztás", és "Vulkanikus" című epizódokban.
- A "New York legjobb hamburgere" című epizódban Lily bevallja, hogy Marshall az esküjüket az internetről töltötte le.
- Robin is beveti "a menyasszony kéri" trükköt a 9. évadban, egyszer Barneyval a "Visszatérés" című epizódban, egyszer pedig Teddel a "Napfelkelte" című részben.
- A "Talonban" című részben Marshall, aki tisztában van azzal, hogy Scooter még mindig Lilyre hajt, megpróbálja rávenni Lilyt, hogy közölje vele, köztük többé nem lesz semmi.
- A "Vulkanikus" című epizódban Lily újra felveszi az esküvői ruháját, szándékosan.
- Az esküjükkel kapcsolatosan egy visszatekintés látható erre a részre "Az oltár előtt" című epizódban.

## Érdekességek
- Lily azt mondja, hogy a hárfás nő azért van jelen, mert az apja tartozik a nő apjának. Azonban a "Pofonadás 2: A pofon visszaüt" című epizód tanúsága szerint Mickey ott sem volt az esküvőn, és Lily is évek óta haragszik rá.
- Ez az első epizód, ami címében egy esküvői tradícióra utal, miszerint egy menyasszonynak viselnie kell valamit, ami kölcsönvett, valamit, ami kék, valamit, ami régi, és valamit, ami új. Emellett utal a "kölcsönvett" pepire és kalapra is.
- Miután Marshall belenyír a hajába, és közli, hogy lelép, utalás történik "A remény rabjai" című filmre.
- Az esküvőre májusban került sor, mint minden amerikai sorozatban. November, február, és május ugyanis hagyományosan azok az időszakok, amikor egy sorozat nézettsége alapján a hirdetők eldöntik, mely műsorok közben szeretnének reklámozni. Az ilyen epizódok jellemzően a nézettség feltornázása miatt készülnek el ekkorra.
- Az epizód munkacíme "Mr. és Mrs. Eriksen" volt.
- A Scootert játszó David Burtka a való életben Neil Patrick Harris házastársa.

## Vendégszereplők
- David Burtka – Scooter
- Meagen Fay – Janice Aldrin
- Michael Mantell – Ben
- Joe Manganiello – Brad
- Candice Accola – Amy
- Thomas Bethke – kertész
- Shulie Cowen – Andrea
- P.J. Marino – csapos
- Rachelle Wood – nő
- Kathleen Bartholomew – esküvői vendég

## Zene
- Haunt – Love Song